# Robert Dudley
Robert Dudley, primer comte de Leicester (24 de juny de 1532 - 4 de setembre de 1588), va ser el favorit de la reina Isabel I d'Anglaterra durant gran part del seu regnat.
Va ser el fill menor de John Dudley, duc de Northumberland, qui va ser condemnat a mort per intentar posar en el tron a Lady Jane Grey. Va estar a la presó juntament amb el seu pare en 1553, encara que va ser indultat per la reina Maria I Tudor, qui li va assignar el càrrec de Mestre d'Ordenança o cap de l'estat major.
Després de la mort de la reina, es va adjudicar el favoritisme de la reina Isabel arribant a pensar-se que el seu desig final era casar-se amb la mateixa reina, qui, entre altres mostres d'afecte, li va atorgar el títol de Comte de Leicester el 1564, expressament creat per a ell, ja que no existia fins a aquest moment.
Malgrat algunes divergències entre ell i la reina, aquesta el 1585 el va nomenar comandant d'una expedició contra els Països Baixos, amb la finalitat de donar-los suport en la seva rebel·lió contra Espanya. Aquesta campanya no va ser reeixida per Dudley, ja que va haver de tornar a Anglaterra el 1588 a causa de les seves diferències amb els líders holandesos.
Reconciliat amb la reina, aquesta el va nomenar lloctinent general de les forces enviades per a resistir a l'Armada invencible espanyola. Va morir poc després, el 1588, extingint-se també el títol de comte de Leicester.